# ハンドボールオーストリア女子代表
ハンドボールオーストリア女子代表は、オーストリアハンドボール連盟（ÖHB）によって編成されるオーストリアの女子ハンドボールナショナルチームである。欧州ハンドボール連盟（EHF）に所属する。

## 成績

### オリンピック
- 1984年 - 6位
- 1992年 - 5位
- 2000年 - 5位

### 世界選手権
- 1957年：6位
- 1986年：12位
- 1990年：5位
- 1993年：8位
- 1995年：8位
- 1997年：11位
- 1999年：3位
- 2001年：7位
- 2003年：11位
- 2005年：13位
- 2007年：16位
- 2009年：10位
- 2011年：予選敗退
- 2013年：

### 欧州選手権
- 1994年：9位
- 1996年：3位
- 1998年：4位
- 2000年：12位
- 2002年：9位
- 2004年：10位
- 2006年：10位
- 2008年：11位
- 2010年：予選敗退
- 2012年：